# Ludwig II. (Nassau-Weilburg)
Ludwig II. von Nassau-Weilburg (* 9. August 1565 in Weilburg; † 8. November 1627 in Saarbrücken) war Graf von Nassau-Weilburg und ab 1602 zugleich Graf von Nassau-Saarbrücken.

## Leben
Ludwig war der älteste Sohn von Graf Albrecht von Nassau-Weilburg-Ottweiler und Gräfin Anna von Nassau-Dillenburg (1541–1616). Seine Familie zog 1575 von Weilburg nach Ottweiler. Nach seiner Jugendausbildung machte er Reisen durch Europa, die ihn in die französischsprachige Schweiz, nach Frankreich und auch an deutsche Fürstenhäuser führten. Bei seinem Besuch bei Wilhelm IV. von Hessen-Kassel lernte er dessen Tochter Anna Maria kennen und fand Gefallen an ihr. Er heiratete sie am 4. Juni 1589.
Nachdem der Vater am 11. November 1593 gestorben war, wurde dessen Erbe unter seinen drei Söhnen aufgeteilt: Ludwig erhielt die linksrheinischen Gebiete der Herrschaft Ottweiler mit Homburg, Kirchheim und Lahr. Die Brüder Wilhelm († 25. November 1597) und Johann Casimir († 29. März 1602) wählten die weilburgischen Lande, die nach deren Tod jedoch auch an Ludwig fielen. Ebenso beerbte Ludwig seinen Onkel Philipp III. von Nassau-Saarbrücken († 12. März 1602) sowie Johann Ludwig von Nassau-Wiesbaden († 9. Juni 1605), der der letzte seiner Linie war. Damit war der gesamte Besitz der walramischen Linie in Ludwigs Hand vereinigt.

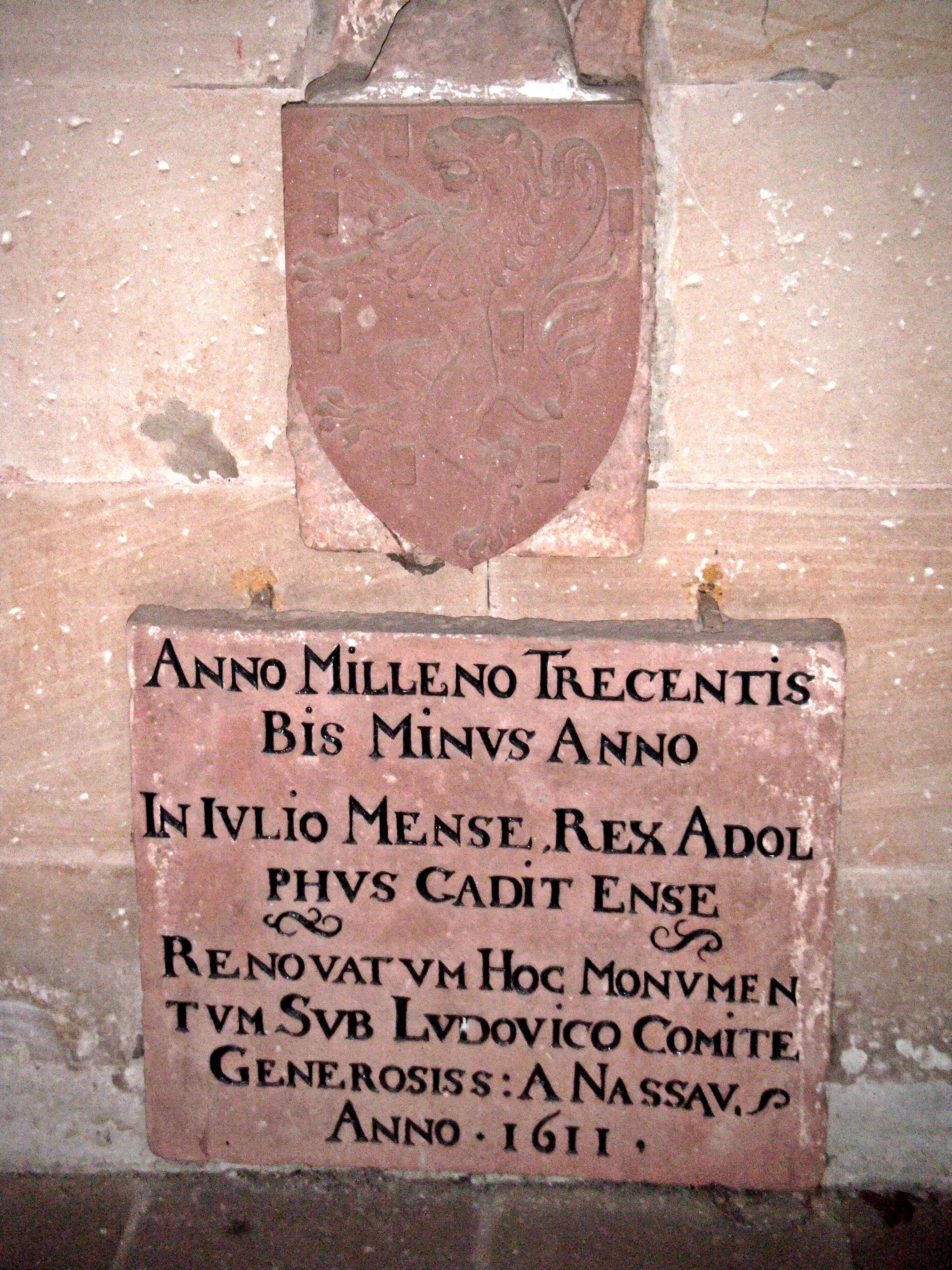
Gedenktafel zur Renovation des Königskreuzes in Göllheim, 1611

Ludwig verlegte seinen Regierungssitz in das Schloss Saarbrücken. Er erließ eine Reihe von Verordnungen, kümmerte sich um eine bessere Bildung der Bevölkerung (z. B. durch Gründung des Saarbrücker Gymnasiums oder die Förderung von Elementarschulen), er setzte sich für die Schiffbarmachung der Saar ein und unterstützte viele Bauprojekte. Unter seiner Herrschaft stieg der Wohlstand des Landes, allerdings fiel auch der Beginn des Dreißigjährigen Krieges in seine Regierungszeit.
Er beauftragte seinen Registrator Johann Andreae mit der Ordnung des Saarbrücker Archivs und den Maler Henrich Dors aus Altweilnau damit, sämtliche Grabmäler der Familie abzuzeichnen, woraus 1632 das bedeutende Epitaphienbuch erwuchs. 1611 ließ er in Göllheim, am Todesort des Königs Adolf von Nassau († 1298), das uralte Königskreuz renovieren. Dort erinnert eine zeitgenössische Tafel daran.
Ludwig hatte vierzehn Kinder, aber nur vier Söhne, die ihn überlebten und sein Erbe antraten: Wilhelm Ludwig, Johann, Ernst Casimir und Otto.
Der seit dem Jahr 2000 als Großherzog von Luxemburg amtierende Henri von Nassau ist der zehnfache Urenkel von Ludwig II. von Nassau-Weilburg.

## Nachkommen
Ludwig II. heiratete am 4. Juni 1589 Anna Maria von Hessen-Kassel (1567–1626), Tochter von Landgraf Wilhelm IV. von Hessen-Kassel.
- Wilhelm Ludwig (1590–1640), Graf von Nassau-Saarbrücken, heiratete am 25. November 1615 Anna Amalie von Baden-Durlach (* 9. Juli 1595; † 18. November 1651), Tochter von Markgraf Georg Friedrich
- Anna Sabine (1591–1593)
- Albrecht (1593–1595)
- Sophia Amalia (1594–1612)
- Georg Adolf (1595–1596)
- Philipp (1597–1621)
- Luise Juliana (1598–1622)
- Moritz (1599–1601)
- Ernst Karl (1600–1604)
- Marie Elisabeth (1602–1626) heiratete am 22. August 1624 Graf Friedrich X. von Leiningen-Dagsburg (1593–1651)
- Johann (1603–1677), Graf von Nassau-Idstein

⚭ am 6. Juni 1629 Sibylle Magdalene von Baden-Durlach (* 21. Juli 1605; † 26. Juli 1644), Tochter von Markgraf Georg Friedrich
⚭ am 6. Dezember 1646 Gräfin Anna von Leiningen-Falkenburg (* 15. Mai 1625; † 14. Dezember 1668)
- Dorothea (1605–1620)
- Ernst Casimir (1607–1655), Graf von Nassau-Weilburg, heiratete am 22. Februar 1634 Gräfin Anna Maria von Sayn-Wittgenstein-Hachenburg (* November 1610; † 14. April 1656)
- Otto (1610–1632), Graf von Nassau-Weilburg in Neuweilnau